# تريب أدفيسور
شركة تريب أدفيسور موقع السفر والمطاعم يظهر استعراض، الحجوزات والإقامة والسفر والمواضيع الأخرى ذات الصلة. كما يتضمن منتديات السفر التفاعلية.

## روابط خارجية
- موقع TripAdvisor الرسمي